# Maurice de Pagnac
Maurice de Pagnac est un grand maître de l'ordre des Hospitaliers de Saint-Jean de Jérusalem, mais le pape Jean XXII cassa son élection le 1er mars 1319. Il faisait partie de la langue de Provence

## Biographie
Avec la bulle Ad providam les biens des Templiers furent dévolus aux Hospitaliers et changèrent la vie de Foulques de Villaret. Le grand maître est accusé par les chevaliers de se complaire dans une vie luxueuse et de gouverner en despote. Les frères tentèrent, peut être même, de l'assassiner en 1317 en le surprenant de nuit dans sa résidence d'été de Rhodini. Ils le forcèrent à se réfugier à Lindos, le déposent et le remplacent par Maurice de Pagnac. De Pagnac apparaît dans l'Ordre alors qu'il en est grand drapier, il fut élu à l'unanimité. De Villaret fut destitué par le couvent et resta réfugié dans le château de Lindos.
Le 8 juillet 1317, de Pagnac et le couvent informaient le pape Jean XXII par deux lettres séparées. Ils chargèrent Géraud des Pins et quelques chevaliers de porter de vive voix au pape les détails de ce qui s'était passé à Rhodes.
Le 17 et 18 septembre 1317, le pape délègue à Rhodes deux légats, Bernard de Morez, prieur bénédictin de Saint Caprazy du diocèse de Rodez, et son chapelain, Bozzolo de Parme, chanoine de Tournai avec les pouvoirs les plus étendus. Ils étaient chargés d'une enquête sur les origines du conflit. Ils devaient obtenir la renonciation de ses pouvoirs et la remise du château de Lindos de la part de Villaret et d'obtenir un état des dettes du grand maître. Le pape nomma Géraud des Pins, vicaire général de l'Ordre avec les pouvoirs d'administrateur et de séquestre. Il avait pouvoir de prendre possession des biens de Foulques, du château de Lindos et pour suppléer aux responsions d'Italie et de Sicile d'emprunter 15 000 florins d'or gagés sur ces mêmes responsions. Le 20 septembre 1317, il convoqua à Avignon Foulques de Villaret, Maurice de Pagnac, Simon de Ciraxeri, prieur conventuel, Ferrand-Rodriguez de Valbuena, grand commandeur d'Espagne et prieur de Castille, Béranger Crosier, grand maréchal et Frédérique Malaspina, grand hospitalier. Le 10 octobre 1317, il envoie à Rhodes un ami personnel de Foulques, Pierre de l'Ongle, chancelier de l'Hôpital, pour expliquer à Foulques le bien fondé des décisions et en adoucir la rigueur. Bernard de Morez et Bozzolo de Parme prirent la route de Rhodes quelques jours après Pierre de l'Ongle.
Foulques et de Pagnac prirent le chemin d'Avignon à bord des galères qui avaient amené les légats du pape. Foulques pris son temps pour venir à Avignon, il passa par Naples auprès de Robert d'Anjou. Il arriva finalement à Avignon début août.
Le pape hésita entre la notoriété de Foulques et la légalité de la nomination de de Pagnac. Il finit par prendre sa décision : il révoque les statuts promulgués par Foulque mais le confirme dans son magistère probablement en échange de sa résignation,. Il finit par renoncer en 29 juin 1319 ; il cassa l'élection de Pagnac qui reçut en dédommagement, le 1er mars 1319, la commanderie d'Arménie et la moitié de la commanderie de Chypre,. Par la suite de Pagnac joua un rôle dans les affaires de Cilicie, dont il occupait le poste de précepteur.
Maurice de Pagnac mourut en 1321, alors que les Hospitaliers avaient à leur tête Hélion de Villeneuve depuis juin 1319,.

## Sources bibliographiques
- Nicole Bériou (dir. et rédacteur), Philippe Josserand (dir.) et al. (préf. Anthony Luttrel & Alain Demurger), Prier et combattre : Dictionnaire européen des ordres militaires au Moyen Âge, Fayard, 2009, 1029 p. (ISBN 978-2-2136-2720-5, présentation en ligne)
- Joseph Delaville Le Roulx, Les Hospitaliers à Rhodes jusqu'à la mort de Philibert de Naillac. (1310-1421), Paris, Ernest Leroux, 1913
- Anthony Luttrell, « The Hospitallers at Rhodes, 1306-1421 », A History of the Crusades, vol. III,‎ 1975, p. 278-313 (lire en ligne)